# Most Średnicowy
Die Most Średnicowy (deutsch: Durchmesserbrücke) ist die jüngere und eine von zwei Warschauer Eisenbahnbrücken über die Weichsel. Sie wurde in den Jahren 1921 bis 1931 als Teil der Linia Średnicowa (deutsch: Durchmesserlinie) zwischen dem geplanten Neubau des Hauptbahnhofs und dem Vorläufergebäude des heutigen Ostbahnhofs errichtet. Während des Zweiten Weltkriegs zerstört, wurde sie in der Nachkriegszeit in abgewandelter Form wieder aufgebaut. Heute verfügt sie über vier Gleise.

## Lage
Die Brücke verbindet die Warschauer Stadtbezirke Śródmieście und Praga-Północ. Sie überquert auf ostwärtiger Seite der Weichsel die parallel zum Fluss verlaufende Wybrzeże-Szczecińskie-Straße, von dort verläuft die Bahntrasse über den nördlich des Nationalstadions liegenden Nahverkehrsbahnhof Warszawa Stadion. Auf westlicher Uferseite überquert sie die entlang der Weichsel verlaufende Wybrzeże-Kościuszkowskie-Straße, von dort wird die hochliegende Bahntrasse für eine Strecke von rund 800 Metern auf Brückenpfeilern als Viadukt sowie auf einem Damm durch den Stadtteil Powiśle geführt, um an der Weichselböschung in Höhe des Nationalmuseums in einen die Warschauer Innenstadt unterquerenden Tunnel einzumünden.
Die Most Średnicowy liegt zwischen (je rund 400 Meter Abstand) den Świętokrzyski- und Poniatowski-Straßenbrücken.

## Geschichte

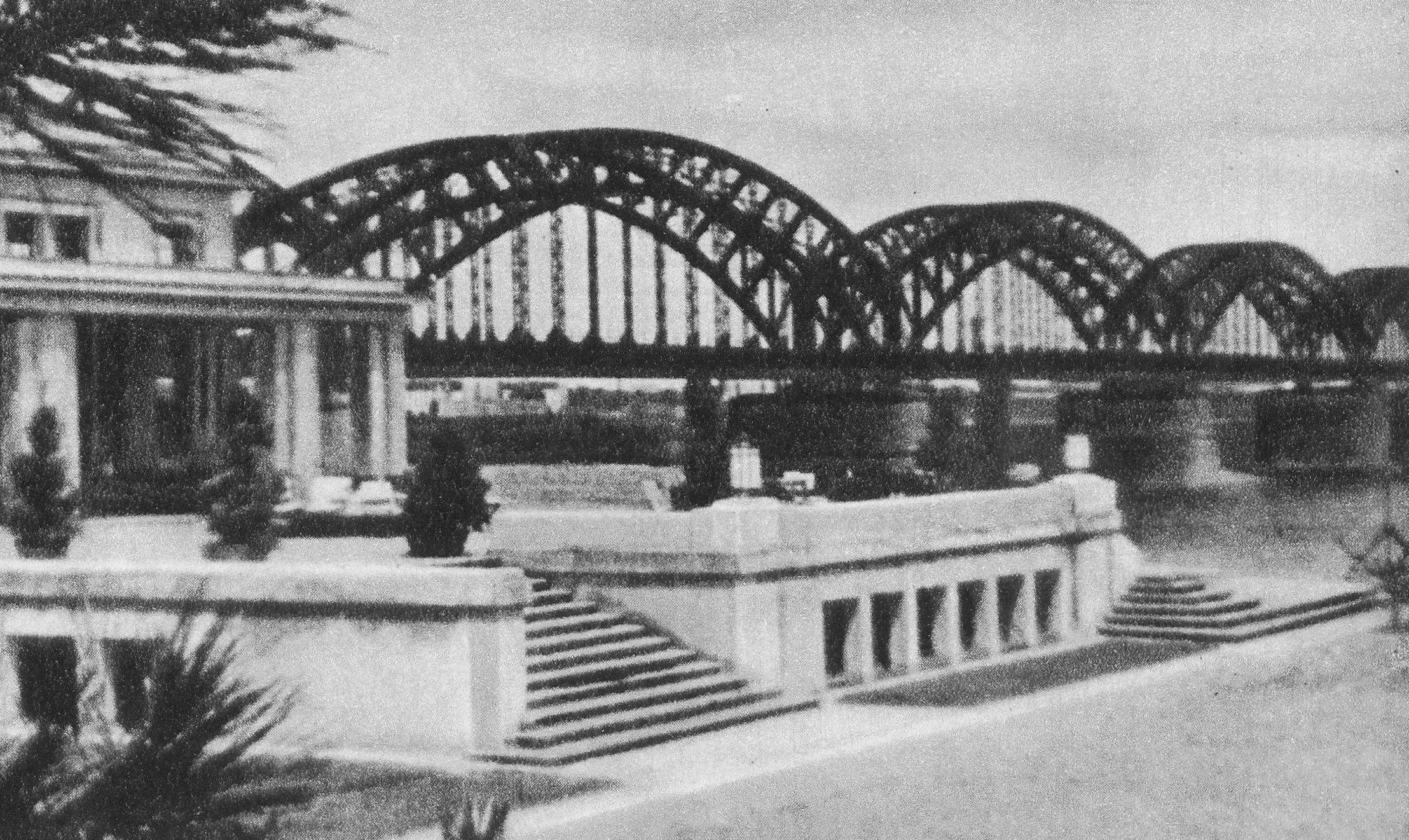
Die Brücke vom westlichen Weichselufer aus gesehen, vor 1939

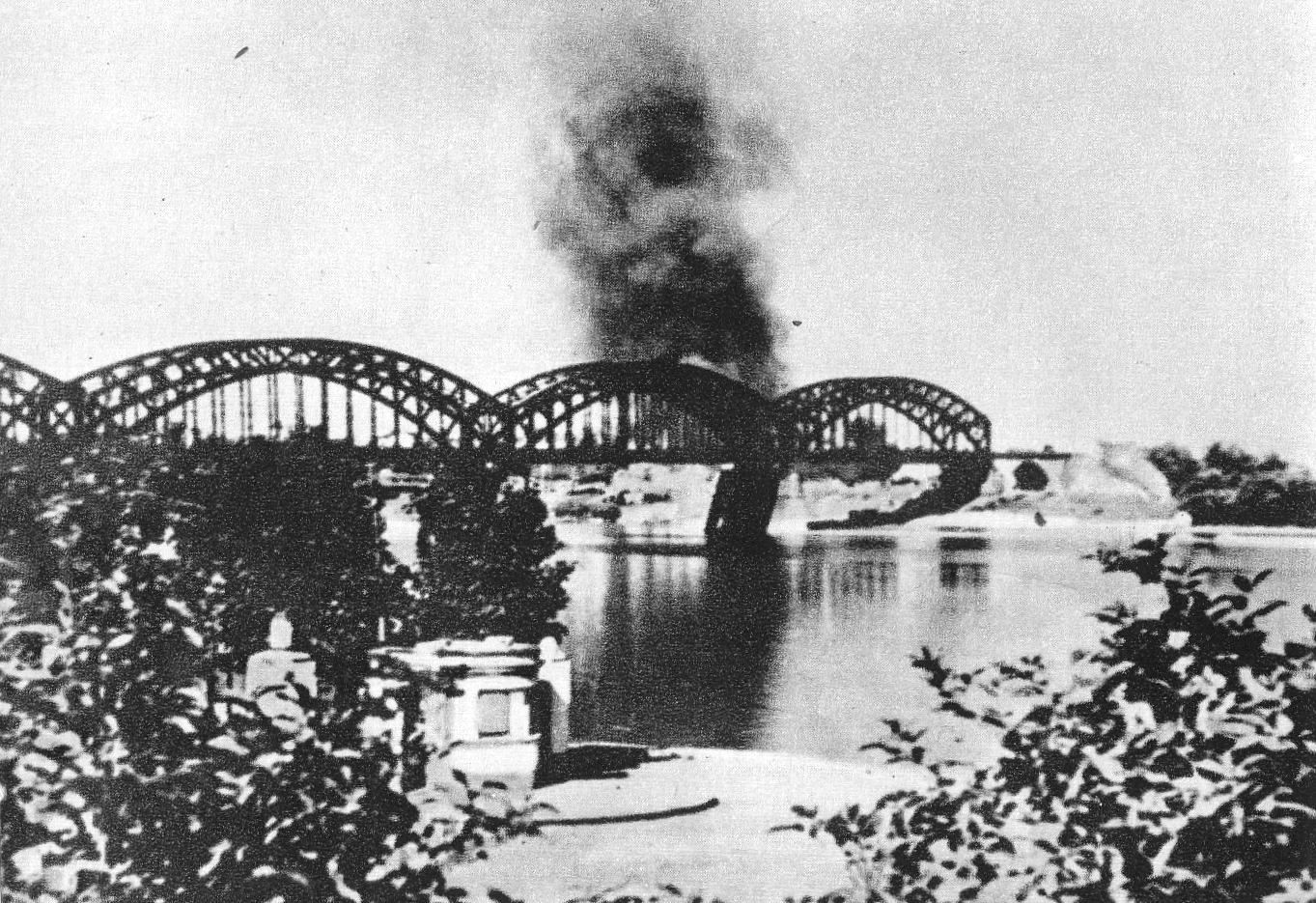
Die Brücke während der Schlacht um Warschau im September 1939

Die Entscheidung, eine vier Kilometer lange Eisenbahnstrecke durch das Zentrum der polnischen Hauptstadt mit einer sich anschließenden Weichselüberbrückung zu bauen, wurde 1919 vom polnischen Sejm getroffen; es war eine der ersten Resolutionen nach der Wiedererlangung der Unabhängigkeit Polens. Damit sollten der damalige Dworzec Wiedeński im Westen mit dem Terespol-Bahnhof im Osten verbunden werden; unterschiedliche Spurweiten waren zu vereinheitlichen.
Die Eisenbahnbrücke wurde von 1921 bis 1931 nach einem Entwurf von Alexander Pstrokoński als Stahlfachwerkkonstruktion in Form von Halbparabelträgern errichtet; die lange Bauzeit kam durch Verzögerungen in Folge einer Finanzkrise zustande. Die Bauarbeiten verantwortete die börsennotierte Polskie Towarzystwo Budowlane, die Baudurchführung lagen bei dem Krakauer Waggonhersteller Zieleniewski i Fitzner-Gamper, dem Stahlproduzenten Huta Królewska sowie dem Brückenbauspezialisten Towarzystwo K. Rudzki i Spółka. Die Pfeiler, deren Fundamente bis zu 18 Meter unter den Wasserspiegel reichten, bestanden aus Steinblöcken, sie trugen fünf hohe Fachwerkbögen aus Stahl, in denen die Doppeltrasse verlief. Die Brücke war bei der Bevölkerung umstritten, da ihre Bögen teilweise den Blick auf das Stadtpanorama störten. Die Elektrifizierung wurde erst 1936 abgeschlossen.
Am 13. September 1944 wurde die Brücke von deutschen Truppen im Rahmen des militärischen Rückzuges aus den ostwärts der Weichsel gelegenen Stadtbezirken Warschaus gesprengt. Von 1945 von 1949 wurde das Bauwerk in geänderter Form auf um 5 Meter gekürzte Pfeilern wieder errichtet. Aufgrund der Pfeilerkürzungen verläuft das Gleisbett wegen der neuen Konstruktionsform auf der entsprechenden Höhe der Vorgängerbrücke. Die Verlagerung des Fachwerks von oberhalb nach unterhalb des Gleisbettes (Fachwerk mit obenliegender Fahrbahn) war eine Reaktion auf die Kritik an der höher aufragenden Vorgängerkonstruktion. Entlang der Weichsel entstanden zeitgleich zwei zusätzliche Pfeiler für ein geplantes zweites, hinzuzufügendes Gleispaar. Der Entwurf der neuen Konstruktion stammte von Franciszek Szelągowski. Ursprünglich hatte das Warschauer Wiederaufbaubüro eine doppelstöckige Brücke mit Straßen- sowie Fußgängernutzung auf der oberen und Schienenverkehr auf der unteren Ebene vorgesehen. Das Verkehrsministerium genehmigte im ersten Schritt aber nur eine Finanzierung zum Bau der Brücke für zwei Gleise sowie der Erweiterung nach dem erfolgten Wiederaufbau des Stadttunnels der Linia Średnicowa. Der vom Bauunternehmen Mostostal ausgeführte Neubau erfolgte mit der erstmals in Polen angewandten Methode der Vorschubrüstung (ohne stützendes Lehrgerüst).
Die Wiederinbetriebnahme mit der Anbindung an den provisorisch als Hauptbahnhof genutzten Bahnhof Warszawa Główna erfolgte am 23. Juni 1949. In den 1960er Jahren – kurz vor dem Beginn der Bauarbeiten am neuen, unterirdischen Zentralbahnhof – wurde die Brückenergänzung für das zweite Gleispaar fertiggestellt. Dieses zusätzliche Gleispaar wird als Trasse zum neuen Zentralbahnhof genutzt, die beiden Gleise dienen dem Fernverkehr; die beiden anderen werden vom Regionalverkehr genutzt.
Vom 29. Juni bis 1. September 2013 wurden auf der teilgesperrten Brücke Renovierungsarbeiten durchgeführt. Die Arbeiten umfassten den Austausch von über 3700 Meter Gleisen und 2888 Brückenelementen. Die Sanierungsarbeiten ermöglichte die Wiederherstellung der Betriebsgeschwindigkeit von 60 km/h.

## Technische Daten

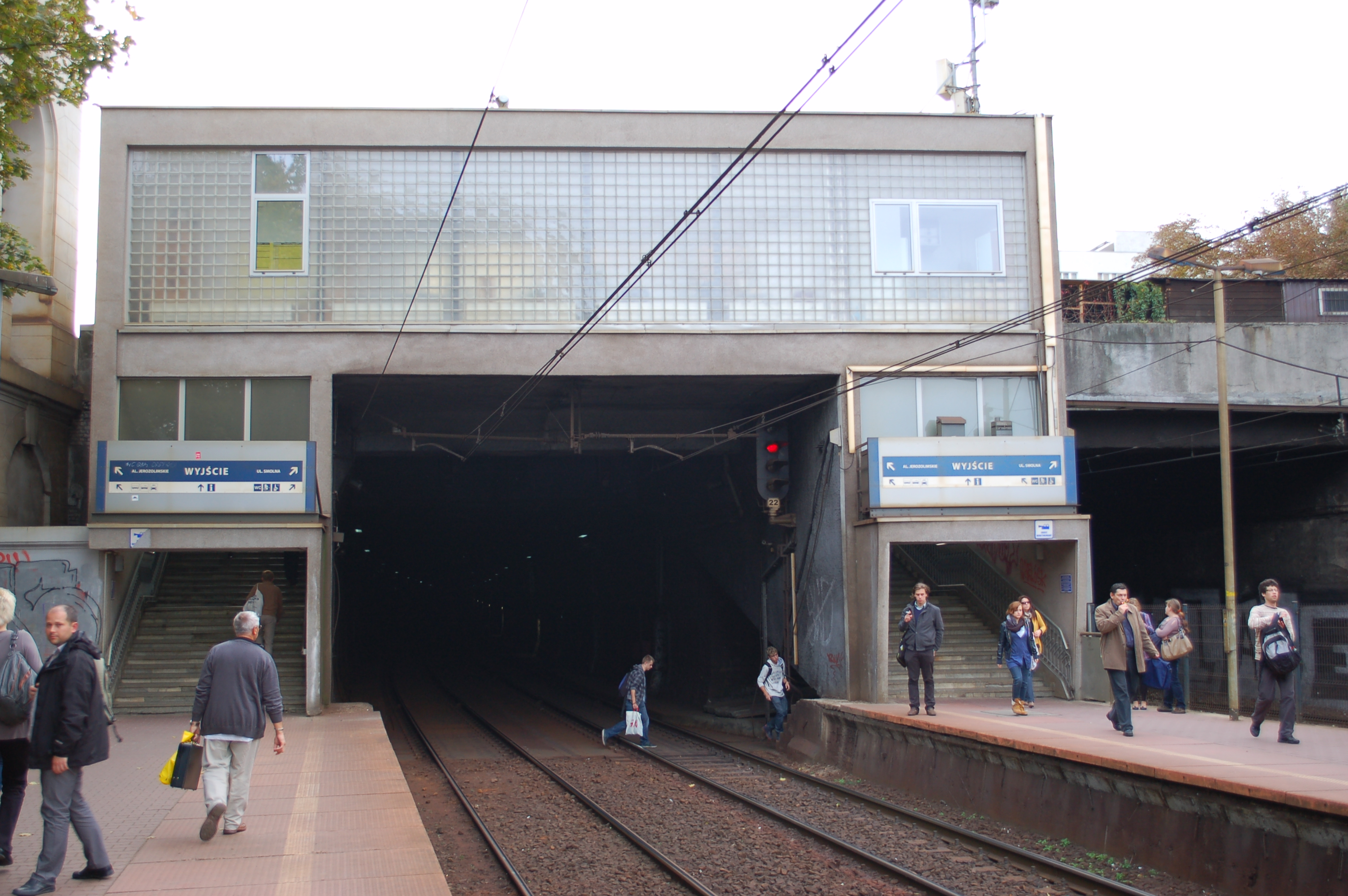
Die ostseitige Tunneleinfahrt der Linia Średnicowa

Auch wenn die Brücke optisch wie eine Gesamtkonstruktion wirkt, handelt es sich um zwei getrennte, nebeneinander verlaufende Bauwerke auf gemeinsamen Pfeilern, die je zwei Bahngleise tragen. Auf fünf Bögen mit einer Spannweite von je etwa 90 Metern wird eine Gesamtstrecke von 445 Metern überbrückt. Die Breite beider Brückenteile beträgt 18 Meter. Täglich verkehren rund 500 Züge auf der Brücke.